# Jan Pieter Bakker

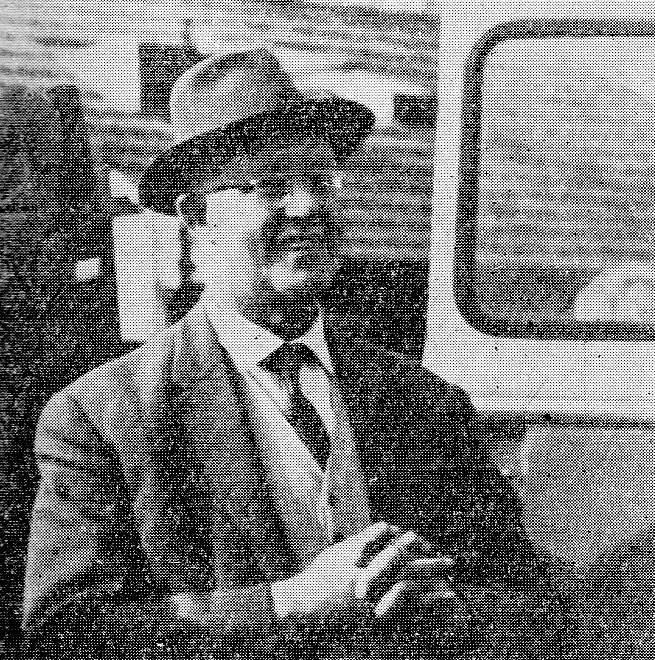

Jan Pieter Bakker (Rotterdam, 21 juli 1906 – Huizen, 7 april 1969) was een Nederlandse geograaf en hoogleraar.

## Levensloop
Hij studeerde in Utrecht fysische geografie. In 1929 behaalde hij het doctoraal. Tijdens zijn studie had hij reeds het materiaal voor zijn proefschrift verzameld en ook colleges gevolgd in Frankfurt am Main. Na zijn doctoraal studeerde hij nog een jaar geologie en mineralogie aan de Technische Hogeschool te Delft.
Hij promoveerde in Utrecht bij Oestreich tot doctor in de wis- en natuurkunde op het proefschrift ‘Einige Probleme der Morphologie und der jüngsten geologischen Geschichte des Mainzer Beckens und seiner Umgebung’. De promotie kreeg het predicaat cum laude.
In 1930 werkte hij een korte periode als geoloog in Roemenië. Vanaf 1931 tot 1939 werkte Bakker als leraar aardrijkskunde in Breda. In 1937 werd Bakker privaatdocent aan de Universiteit van Amsterdam met als leeropdracht Capita selecta der fysische geografie. Hij aanvaardde dit ambt met een openbare les over ‘De probleemstelling der physische geografie en haar plaats in de rij der aardrijkskundige wetenschappen’.
Van 28 november 1939 - 2 mei 1944 was Bakker lector Algemene fysische aardrijkskunde. Zijn openbare les droeg de titel ‘Causaliteit en wisselwerking in de physische aardrijkskunde’. In 1944 kreeg hij ontslag omdat hij weigerde de colleges te hervatten voor tekenaars van de loyaliteitsverklaring. Hij dook met zijn gezin onder. Direct na de Tweede Wereldoorlog hervatte hij zijn werk als lector, waarna in 1946 zijn benoeming volgde tot Gewoon hoogleraar Fysische geografie, klimatologie en cartografie. Hij aanvaardde zijn benoeming met een oratie getiteld ‘Naar nieuwe wegen in de analyse van reliëfvormen van het aardoppervlak’. Zijn eerste promovendus was de schrijver Willem Frederik Hermans.
Bakker ontving twee eredoctoraten, in 1964 van de Universiteit te Torun en in 1965 van de Universiteit te Kiel.
Als opvolger van Bakker werd in 1970 Pim Jungerius aangesteld als hoogleraar aan de Universiteit van Amsterdam.

## Wetenschappelijk werk
Bakker is van grote betekenis geweest voor de ontwikkeling van de fysische geografie en de geomorfologie in Nederland en meer in het bijzonder van die aan de Universiteit van Amsterdam. Omdat hij ervan overtuigd was dat onderzoek naar de samenstelling van het materiaal waaruit het landschap is opgebouwd belangrijk was, stimuleerde hij het laboratoriumonderzoek. Deze aanpak is later door andere fysisch-geografische instituten in Europa overgenomen. In 1963 realiseerde hij een nieuw fysisch-geografisch laboratorium aan de Mauritskade in Amsterdam.
In het wetenschappelijk werk van Bakker kunnen vier thema’s worden onderscheiden:

### De morfotechniek van middelgebergten in West-Europa en Suriname
Bakker begon zijn wetenschappelijke carrière met onderzoek naar de relaties tussen tektoniek en terrasvorming in het stroomgbeid van de Main. De resultaten van dit onderzoek werden neergelegd in zijn proefschrift. Behalve in Duitsland analyseerde hij ook de gevolgen van tektonische processen in de Morvan en in Suriname. In 1948-1949 leidt Bakker het geologisch onderzoek van de natuurwetenschappelijke expeditie naar de binnenlanden van Suriname. Deze was een initiatief van Utrechtse botanici. De kustzone bij Moengotapoe, de Tibitisavanne en het Nassaugebergte worden bezocht. In 1954 en 1956 onderneemt Bakker geologische expedities langs de rivier de Coppename en naar de Voltzberg, een 240 m hoge inselberg.

### De mathematische behandeling van hellingontwikkelingsproblemen
Tijdens de Tweede Wereldoorlog was veldwerk onmogelijk en dus hield Bakker zich in die periode bezig met theoretische vraagstukken. Hij werkte samen met de wiskundige Willem Le Heux en publiceerde met hem een serie artikelen over het ontstaan van bergvormen, die internationaal veel aandacht kregen. De door Bakker ontwikkelde theorie van "denudatieve altiplanatie" gaat ervan uit dat een hoogvlakte kan zijn ontstaan door hellingterugwijking en afvlakking als gevolg van erosie en denudatie. Deze theorie wijkt af van de cylcustheorie van de Amerikaanse geograaf William Morris Davis, door Bakker afgewezen werd.

### De kustontwikkeling in Nederland en Suriname
Direct na de Tweede Wereldoorlog hervatte Bakker het veldonderzoek, niet in zijn favoriete onderzoeksdomein het middelgebergte, maar in het Friese Barradeel. Hij zocht naar een verklaring voor het proces van kweldersedimentatie en hij legde een verband met de perioden van toegenomen stormfrequenties. Dit onderzoek was ook historisch-geografisch van groot belang.
De ervaringen opgedaan in Barradeel kwamen goed van pas bij het onderzoek in de kustvlakte van Suriname. Bakker was geïnteresseerd in het verloop van geomorfologische processen onder tropische omstandigheden. Hij werkte in Suriname van 1948-1949 en later ook in 1954 en 1956. Hij ontwikkelde nieuwe ideeën over de aard van het transport van kleimineralen over grote afstand door zeestromingen.

### De klimatische geomorfologie
Bakker heeft veel aandacht gehad voor de invloed van het klimaat en klimaatsverandering op het proces van landschapsvorming. Door de beschikbaarheid van het Fysisch-geografisch en Bodemkundig laboratorium konden grote hoeveelheden bodemmateriaal worden geanalyseerd. Aanvankelijk waren het vooral granulaire analyses naast onderzoek naar zware mineralen. Later werd de kleimineralogische analyse belangrijk. Daardoor kon Bakker wijzen op de grote rol van kleimineralen bij de landschapsontwikkeling.

## Bestuurlijke activiteiten
Bakker was prominent aanwezig in Nederlandse geografische organisaties. Hij was tussen 1945 en 1963 twee keer voorzitter van de Geografische Vereniging. Hij was ook geruime tijd vicevoorzitter en voorzitter van het Koninklijk Nederlands Aardrijkskundig Genootschap (KNAG). Hij was een groot voorstander van de fusie in 1963 tussen de Geografische Vereniging en het KNAG en hij was de eerste voorzitter van het nieuwe KNAG.

## Publicaties
Een overzicht van de publicaties van Bakker is hier te vinden.